# Tom Paxton
Thomas Richard Paxton (* 31. října 1937, Chicago, USA) je výrazně sociálně angažovaný americký folkový písničkář, zpěvák a kytarista.
Narodil se v Chicagu, od roku 1948 jeho rodina žila v Oklahomě. Během své vojenské služby (1959) se seznámil s Pete Seegerem a dalšími americkými folkaři. Po vojně žil v New Yorku a vystupoval v tamních klubech (od r. 1960).
Za nejlepší bývají považována jeho první dvě alba I'm the Man That Built the Bridges [live] (Gaslight, 1962) a Ramblin' Boy (Elektra, 1964).
K nejznámějším písním patří The Last Thing On My Mind (na české folkové scéně lze píseň identifikovat hned ve třech verzích: Poslední klekání od Žalmana, Lidská přání od Brontosaurů a Slečna Sen Country Beatu Jiřího Brabce v podání Nadi Urbánkové), dětem určená píseň Goin' To The ZOO a I Can't Help But Wonder Where I'm Bound (u nás hrála kroměřížská skupina SIROTCI pod názvem Starý tulák).
Üčastní se řady folkových festivalů a jeho popularita kulminovala kolem roku 1969. Pod vlivem Jacquese Brela se počátkem 70. let pokoušel dát svým písním složitější aranže. Jeho písně byly často přebírány (mj. Judy Collins, Pete Seeger, The Move, John Denver, Peter, Paul & Mary, Willie Nelson). Od poloviny 70. let žil v Anglii a jeho tvůrčí aktivita v tomto období klesla.
V poslední době žil se svou ženou Midge v Alexandrii ve Virginii. Mají dvě dcery Jennifer a Kate a tři vnuky Chritophera, Seana a Petera, kteří jsou pro něj velkou inspirací ve tvorbě písniček pro děti. V roce 2014 zemřela po dlouhé nemoci jeho žena Midge, s kterou strávil 51 let společného života.
Od roku 2002 Paxton byl čtyřikrát nominován na cenu Grammy Awards. V roce 2009 Paxton obdržel cenu Grammy za celoživotní přínos.
U nás byl Paxton oblíbený především u Karla Plíhala, který hrával jeho When we were good (Mám príma den), When Annie Took Me Home (Prodavač slonů) a na stejnou melodii jako Byl jeden král rozšířenou o refrén hrál písničky s Paxtonovou melodií Snažím se ti sdělit a Obraz. Žalman zase hrával kromě Posledního klekání i jeho My Lady's A Wild Flying Dove (Má lejdy je víno), o které si myslel, že se jedná o skotskou lidovou, přestože Tom Paxton tuto písničku složil jako zásnubní dar pro svou ženu Midge v roce 1963. Skupina SIROTCI hrávala kromě Starého tuláka (I Can't Help But Wonder Where I'm Bound) i jeho písničky Ramblin' Boy (Svatební - shodou okolností měl český text stejný motiv jako My Lady's A Wild Flying Dove), Hobo in My Mind (Právě když), Cindy's Crying (Váhání) a Now That I've Taken My Life (Kudy chodil čas).